# Alexander Cunningham
Sir Alexander Cunningham KCIE CSI (1814 – 1893) va ser un enginyer militar britànic que posteriorment va interessar-se per la història i l'arqueologia de l'Índia i l'any 1861 va ser nomenat recercador arqueològic del govern de l'Índia britànica. Va ser el fundador del posteriorment anomenat Archaeological Survey of India. Gran part de les seves col·leccions, adquirides el 1894, actualment es troben al Museu Britànic.

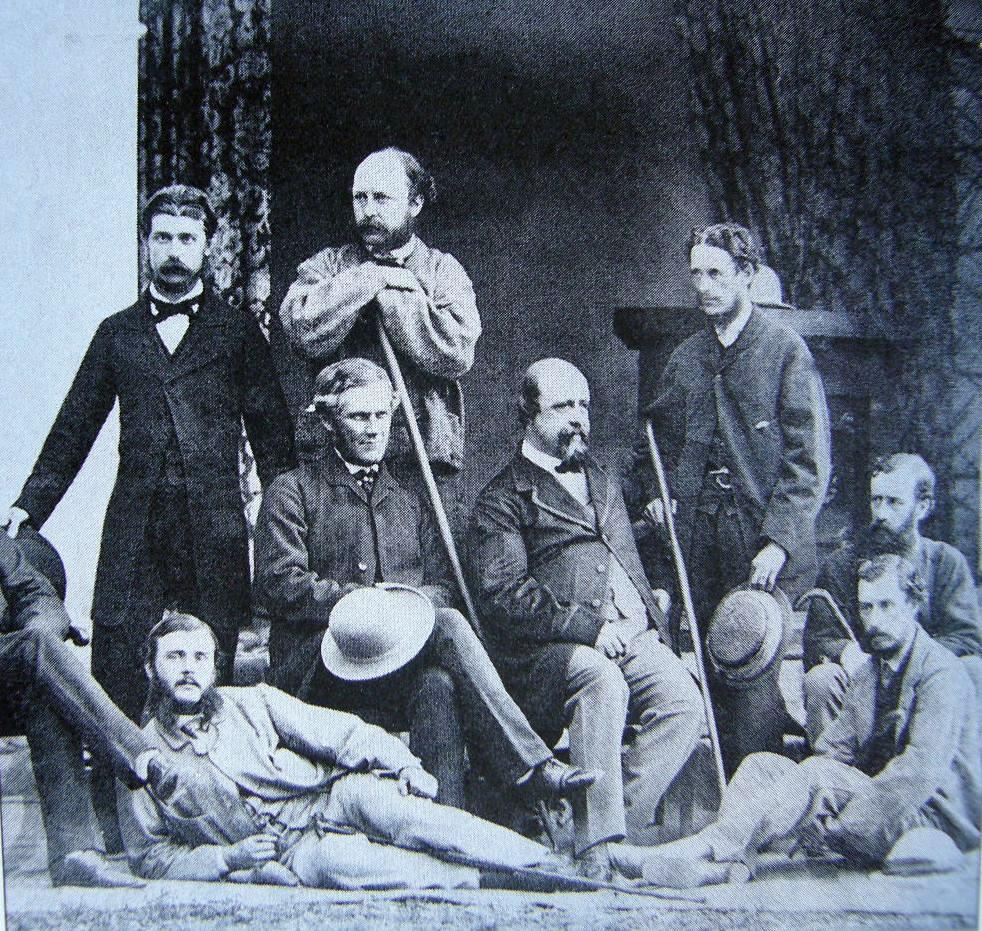
Cunningham (el quart des de la dreta).

Nasqué a Londres essent fill del poeta escocès Allan Cunningham (1784–1842). L'any 1833 arribà a l'Índia com a Segon Lloctinent (Second Lieutenant) i hi va passar 28 anys al servei del Govern Britànic de l'Índia. Ja aleshores es va interessar en l'arqueologia de l'Índia. Va ser Ajudant de Camp (Aide-de-camp) del Governador General Lord Auckland, 

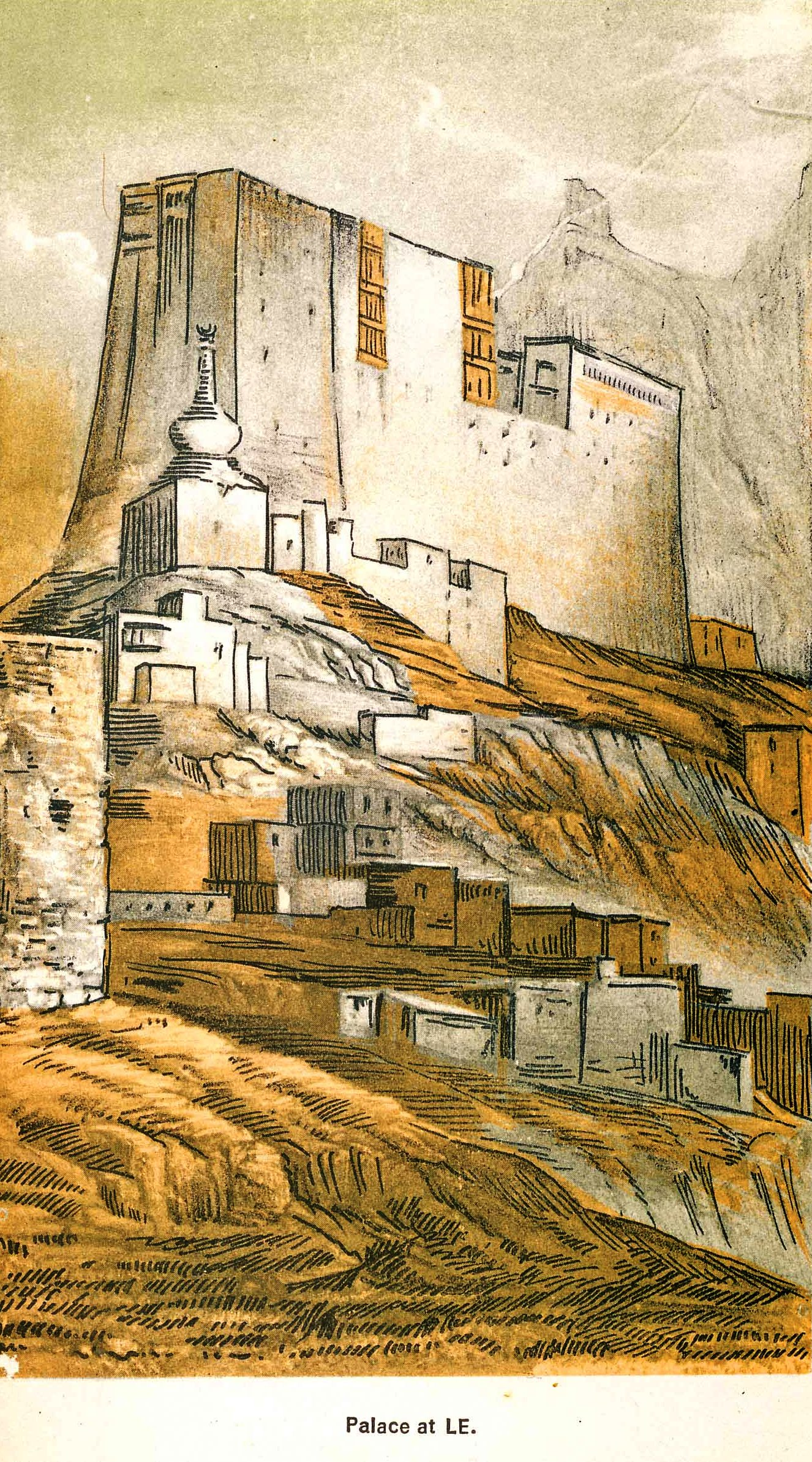
Palau de Leh, Ladakh. Il·lustració de Ladak: Physical, Statistical, and Historical

Cunningham va esdevenir enginyer executiu del rei d'Oudh el 1841. També va ser enginyer a Gwalior i responsable de la construcció de diversos ponts sobre els rius. Va ser encarregat de fixar la frontera Ladakh-Tibet. Es va retirar l'any 1861 com un Major General.

## Servei arqueològic de l'Índia
Cunningham seguí la línia de recerca de Jean-Baptiste Ventura. L'any 1848, identificà alguns dels llocs mencionats en l'obra dels viages de Hwan Thsang. El 1854 publicà The Bhilsa Topes, un intent d'establir la història del budisme basat en l'evidència arquitectònica.
Cunningham va confegir una gran col·lecció nunismàtica, erò en gran part es va perdre en el naufragi d'un vaixell de vapor anomenat Indus a Sri Lanka el novembre de 1884. Va pulicar nombrosos informes a la revista de l'Asiatic Society i al Numismatic Chronicle.

## Publicacions
Entre els llibres que va escriure s'inclouen:
- LADĀK: Physical, Statistical, and Historical with Notices of the Surrounding Countries (1854).
- Bhilsa Topes (1854), a history of Buddhism
- The Ancient Geography of India (1871)
- Corpus Inscriptionum Indicarum. Volume 1. (1877)
- The Stupa of Bharhut: A Buddhist Monument Ornamented with Numerous Sculptures Illustrative of Buddhist Legend and History in the Third Century B.C. (1879)
- The Book of Indian Eras (1883)
- Coins of Ancient India (1891)
- Mahâbodhi, or the great Buddhist temple under the Bodhi tree at Buddha-Gaya (1892)